# 동래선생교정북사상절 권6
동래선생교정북사상절 권6(東萊先生校正北史詳節 卷六)은 서울특별시 중구에 있는 조선시대의 금속활자본 책이다.
1973년 7월 10일 대한민국의 국보 제149-2호 동래선생교정북사상절-권지6(東萊先生校正北史詳節-卷之四,五)로 지정되었다가, 2010년 8월 25일 현재의 명칭으로 변경되었다.

## 개요
이 책은 송나라 여조겸의 교편(校編)이며, 조선 태종 3년(1403)에 주조한 동활자인 계미자를 사용하여 태종년간에 간행한 것이다. 계미자는 고려와 조선시대의 글자주조술과 조판술의 발달사연구에 귀중한 자료인데 사용했던 기간이 짧아 전해지는 본이 희귀하다.
구성을 보면 1책으로 1∼32장으로 구성되었으나 31장이 결락되어 31장만 남아있다. 책의 상태를 보면 습기로 인해 표지가 퇴색했으며, 문자가 보이지 않는 곳도 있다. 책의 앞뒤에 염황색 표지를 대어 염청색의 면으로 보강하였다. 이 책은 권4, 5에 비해 보관상태가 양호한 편이다.
계미자를 사용한 다른 유물들보다 인쇄상태가 정교하고 선명하다. 이 책은 계미자를 이용하여 간행되었다는 점과 고려, 조선시대 활자체를 연구하는데 중요한 자료로 평가되고 있다.

## 참고 자료
- 동래선생교정북사상절 권6 - 국가유산청 국가유산포털